# NGC 4705
NGC 4705 је спирална галаксија у сазвежђу Девица која се налази на NGC листи објеката дубоког неба.
Деклинација објекта је - 5° 11' 43" а ректасцензија 12h 49m 24,9s. Привидна величина (магнитуда) објекта NGC 4705 износи 12,8 а фотографска магнитуда 13,6. Налази се на удаљености од 46,047 милиона парсека од Сунца. NGC 4705 је још познат и под ознакама MCG -1-33-16, IRAS 12468-0455, PGC 43350.